# Dinastia Karađorđević
La dinastia Karađorđević (en alfabet ciríl·lic serbi: Карађорђевић), pl. Karađorđevići / Карађорђевићи, karad͡ʑǒːrd͡ʑeʋit͡ɕ) és una dinastia sèrbia, fundada per Karađorđe Petrović, el Veliki Vožd ("Gran Líder") de Sèrbia a principis del segle xix durant el Primer Aixecament Serbi. La dinastia, relativament breu, va tenir el suport de l'Imperi Rus i s'oposava a la dinastia Obrenović, propera a Àustria-Hongria. Després de l'assassinat de Karađorđe el 1817, Miloš Obrenović va fundar la dinastia Obrenović. Els dos casals van alternar-se en el tron durant algunes generacions. Després de l'assassinat d'Alexandre el 1903, el Parlament serbi va escollir el net de Karađorđe, Pere I Karađorđević, que estava vivint a l'exili, per al tron del Regne de Sèrbia. Se'l va coronar com a rei Pere I, i poc després del final de la Primera Guerra Mundial, representants de les tres nacions van proclamar el Regne dels Serbis, Croats i Eslovens amb Pere I com a sobirà. El 1929, es va canviar el nom del regne a Iugoslàvia, sota Alexandre I, el fill de Pere I. El novembre de 1945, van perdre el tron quan la Lliga de Comunistes de Iugoslàvia va agafar el poder, durant el regnat de Pere II.

## Orígens
Segons alguns historiadors, els avantpassats de Karađorđe per part de pare van emigrar probablement des de les Terres Altes del que avui és Montenegro cap a Šumadija durant la segona Gran Migració Sèrbia de 1737–39 liderats pel Patriarca Šakabenta, com a conseqüència de la Guerra russoturca (on van participar-hi serbis). La historiografia sèrbia va acceptar la teoria que els avantpassats de Karađorđe venien de Vasojevići.
Hi ha diferents conjectures sobre on va acabar la família després d'arribar a Šumadija. Segons Radoš Ljušić, els avantpassats de Karađorđe probablement venien de Vasojevići, però diu que no hi ha informació històrica fiable sobre els avantpassats de Karađorđe ni d'on venien; l'única font real és el folklore. El més probable és que vinguessin de Vasojevići. Grigorije Božović (1880–1945) deia que la família eren Srbljaci (nadius) al territori de Vasojevići. Contribueix a la teoria Srbljak el fet que la família celebrava Sant Climent com al seu slava fins al 1890, mentre que el sant patró de Vasojevići, és a dir, els descendents de Vaso és l'Arcàngel Miquel. El rei Pere I fou autoritzat a canviar el seu slava a Sant Andreu el primer pel Metropolità de Belgrad Mihailo el 1890, després de la mort de la seva dona, la Princesa Zorka, per celebrar la data del calendari julià en què els rebels serbis van alliberar Belgrad durant el Primer Aixecament Serbi.

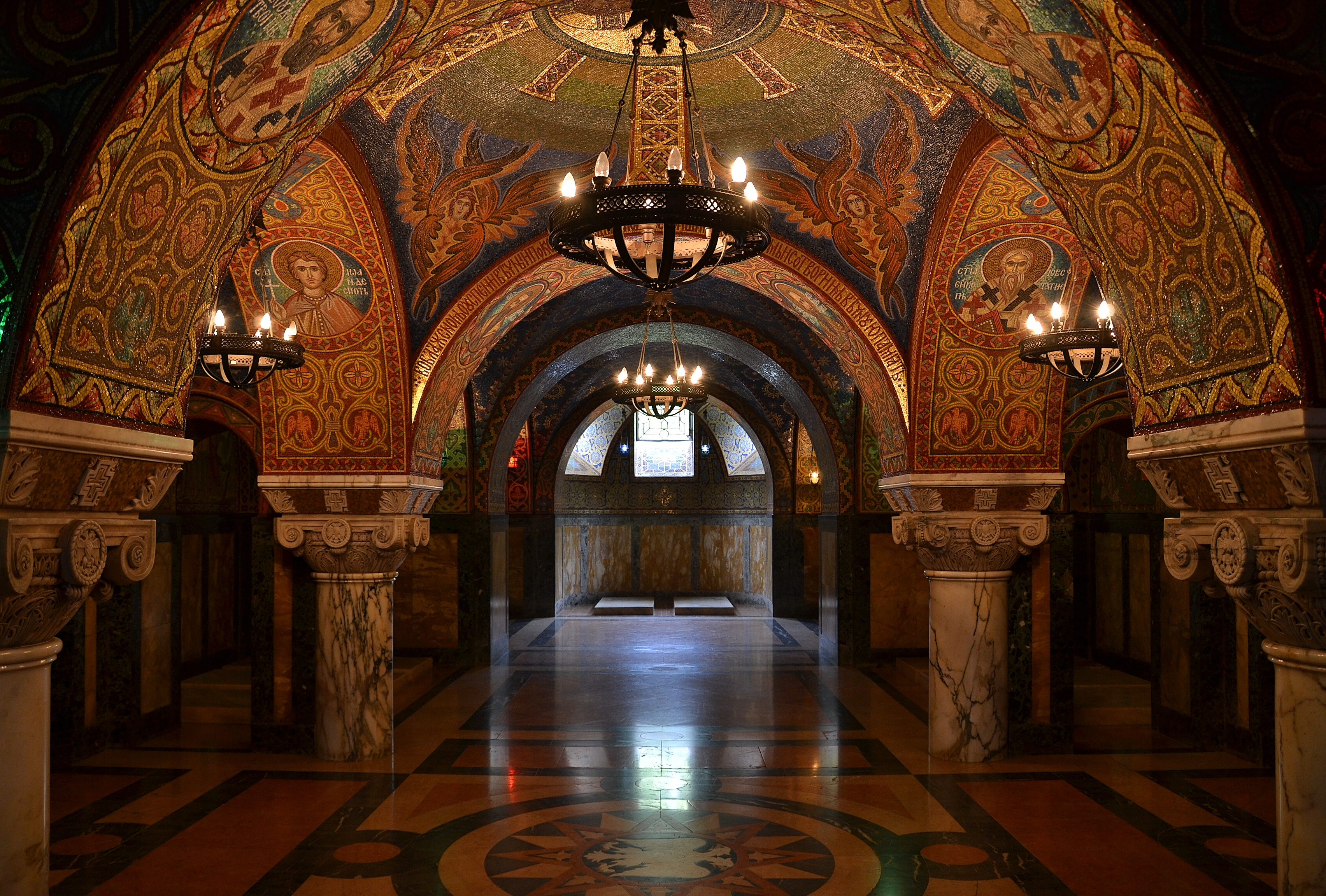
Oplenac és el mausoleu de la dinastia Karađorđević

A més, el rei Pere va triar el Duc de Vasojevići Miljan Vukov Vešović com a padrí en el seu casament amb la princesa Zorka el 1883. Quan el seu futur sogre Nicolau I de Montenegro li va demanar per què havia triat Miljan entre tots els ducs de Montenegro, va contestar que l'havia triat per heroisme i parentiu descrivint-lo com a Voivoda de la meva sang i família. El seu fill, Alexandre, que va néixer a Cetinje tenia el sobrenom de montenegrí la tribu dels Vasojevići asseguren que són descendents de Stefan Konstantin de la Casa de Nemanjić. The Vasojevići were proud of Karađorđe, and saw him as their kinsman. El polític montenegrí, ell també Vasojević Gavro Vuković, donava suport a aquesta teoria. Concorda amb què Alexander Karađorđević (1806-1885) va rebre el títol "Voivoda dels Vasojevići" per Petar II Petrović-Njegoš el 1840. Hi ha altres teories, com la de l'historiador montenegrí Miomir Dašić, que deia que la família de Karađorđe provenia dels Gurešići de Podgorica a Montenegro; el folklorista Dragutin Vuković creia que Tripko Knežević–Guriš era besavi de Karađorđe; Vukićević, el 1907, va dir que als voltants de Podgorica, es diu que els avantpassats de Karađorđe eren originaris de Vranj.
La família deia que venia de la tribu dels Vasojevići (a Montenegro) i havia emigrat a finals dels 1730 o principis dels 1740. La família vivia a Mačitevo (a Suva Reka), des d'on l'avi Jovan es va traslladar a Viševac, mentre que el germà de Jovan, Radak es traslladava a Mramorac. Segons el socialista serbi Dimitrije Tucović i el publicista Miroslav Ćosovic, els avantpassats de Karađorđević són de la tribu dels Vasojevići, que segons ells és d'origen albanès.

## Monarques
| Imatge | TítolNom                                                          | Regnat                                          | Notes |
| ------ | ----------------------------------------------------------------- | ----------------------------------------------- | --- |
|        | Gran Vožd de Serbia Karađorđe Petrović                            | 15 de febrer de 1804 – 21 de setembre de 1813   | Líder del Primer Aixecament Serbi. Destituït i exiliat a Àustria. Col·lapse del Primer Aixecament Serbi.                                                          |
|        | Príncep de Sèrbia Alexandre                                       | 14 de setembre de 1842 – 23 de desembre de 1858 | Va abdicar. Retorn de la Dinastia Obrenović al poder. |
|        | Rei de Sèrbia; Rei dels Serbis, Croats i Eslovens Pere I          | 15 de juny de 1903 – 16 d'agost de 1921         | A l'exili des del novembre de 1915 degut a la campanya sèrbia de la Primera Guerra Mundial. Proclamat Rei dels Serbis, Croats i Eslovens l'1 de desembre de 1918. |
|        | Rei dels Serbis, Croats i Eslovens; Rei de Iugoslàvia Alexandre I | 16 d'agost de 1921 – 9 d'octubre de 1934        | Va canviar-se el títol a "Rei de Iugoslàvia" el 1929. Assassinat a Marsella.                                                                                      |
|        | Príncep regent de Iugoslàvia Pau                                  | 9 d'octubre de 1934 – 27 de març de 1941        | Príncep regent de Pere II. |
|        | Rei de Iugoslàvia Pere II                                         | 9 d'octubre de 1934 – 29 de novembre de 1945    | El Príncep Pau va fer de regent fins al cop d'estat del 27 de març de 1941; exiliat el 17 d'abril de 1941, i destituït el 29 de novembre de 1945.                 |

## Pretensions actuals al tron

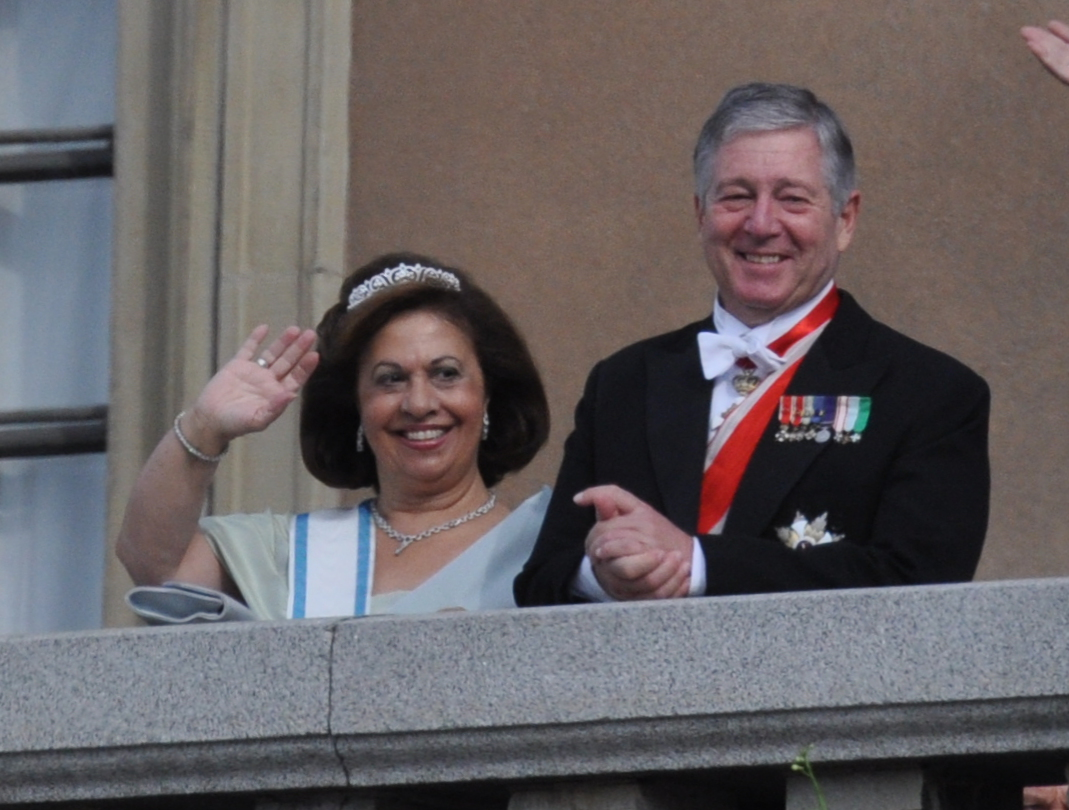
El Príncep Alexandre amb la seva segona esposa, la princesa Caterina.

Els Karađorđević són actius a la societat sèrbia de múltiples formes. La seva opinió és que una monarquia parlamentària constitucional seria la solució definitiva per l'estabilitat, unitat i continuïtat. A més, donen suport a Sèrbia com a país democràtic amb futur dins de la Unió Europea.
L'últim príncep hereu de Iugoslàvia, Alexandre, viu a Belgrad al Palau Reial des de 2001. Com a fill únic de l'últim rei, Pere II, que no va abdicar mai, i com a últim hereu oficial del Regne de Iugoslàvia, afirma que és l'hereu legítim al tron serbi en cas de restauració. Abans de la caiguda de Slobodan Milošević, va unificar personalment l'oposició parlamentària en diferents congressos importants. Al palau, rep regularment líders religiosos i s'esforça, quan té oportunitat, a demostrar el seu compromís amb els drets humans i la democràcia.
Els Karađorđević estan compromesos en tasques humanitàries. La Princesa Caterina té una fundació humanitària mentre que el Príncep Alexandre lidera la Fundació per la Cultura i l'Educació, que fomenta beques per estudiants, campaments d'estiu per a nens, etc. Els Karađorđević també es deixen veure en activitats esportives de nivell nacional.

## Sèrbia i Iugoslàvia
La família Karadjordjević era al principi una casa reial sèrbia, després fou la casa reial dels Serbis, Croats i Eslovens, i finalment, l'última vegada que van regnar s'anomenaven Casa Reial de Iugoslàvia.
El príncep hereu Alexandre va néixer a Londres, però en una finca que el Regne Unit havia reconegut temporalment com a subjecte de la sobirania de la corona iugoslava, de manera que es va declarar públicament que el príncep hereu havia nascut en terres del país on esperava regnar.

## Heràldica

Escut de Sèrbia
Escut de Iugoslàvia

## Arbre genealògic
| Karađorđe n. 1768 – m. 1817 regnat 1804–1813 |                          |                          |                          |                          |                          |  |  |                           |                           |                           |                           |                           |                           |  |  |                         |                         |                         |                         |                         |                         |  |  |                                                           |                                                           |                                                           |                                                           |                                                           |                                                           |  |  |                                              |                                              |                                              |                                              |                                              |                                              |  |  |                                                 |                                                 |                                                 |                                                 |                                                 |                                                 |  |  |                                                                            |                                                                            |                                                                            |                                                                            |                                                                            |                                                                            |  |  |                           |                           |                           |                           |                           |                           |  |  |               |               |               |               |               |               |  |  |               |               |               |               |               |               |  |  |  |  |  |  |  |  |  |  |  |  |  |  |  |  |  |  |  |  |  |  |  |  |  |  |
|                                              |                          |                          |                          |                          |                          |  |  |                           |                           |                           |                           |                           |                           |  |  |                         |                         |                         |                         |                         |                         |  |  |                                                           |                                                           |                                                           |                                                           |                                                           |                                                           |  |  |                                              |                                              |                                              |                                              |                                              |                                              |  |  |                                                 |                                                 |                                                 |                                                 |                                                 |                                                 |  |  |                                                                            |                                                                            |                                                                            |                                                                            |                                                                            |                                                                            |  |  |                           |                           |                           |                           |                           |                           |  |  |               |               |               |               |               |               |  |  |               |               |               |               |               |               |  |  |  |  |  |  |  |  |  |  |  |  |  |  |  |  |  |  |  |  |  |  |  |  |  |  |
|                                              |                          |                          |                          |                          |                          |  |  |                           |                           |                           |                           |                           |                           |  |  |                         |                         |                         |                         |                         |                         |  |  |                                                           |                                                           |                                                           |                                                           |                                                           |                                                           |  |  |                                              |                                              |                                              |                                              |                                              |                                              |  |  |                                                 |                                                 |                                                 |                                                 |                                                 |                                                 |  |  |                                                                            |                                                                            |                                                                            |                                                                            |                                                                            |                                                                            |  |  |                           |                           |                           |                           |                           |                           |  |  |               |               |               |               |               |               |  |  |               |               |               |               |               |               |  |  |  |  |  |  |  |  |  |  |  |  |  |  |  |  |  |  |  |  |  |  |  |  |  |  |
| Alexis n. 1801 – m. 1830                     | Alexis n. 1801 – m. 1830 | Alexis n. 1801 – m. 1830 | Alexis n. 1801 – m. 1830 | Alexis n. 1801 – m. 1830 | Alexis n. 1801 – m. 1830 |  |  |                           |                           |                           |                           |                           |                           |  |  |                         |                         |                         |                         |                         |                         |  |  | Alexandre Karađorđević n. 1806 – m. 1885 regnat 1842–1858 | Alexandre Karađorđević n. 1806 – m. 1885 regnat 1842–1858 | Alexandre Karađorđević n. 1806 – m. 1885 regnat 1842–1858 | Alexandre Karađorđević n. 1806 – m. 1885 regnat 1842–1858 | Alexandre Karađorđević n. 1806 – m. 1885 regnat 1842–1858 | Alexandre Karađorđević n. 1806 – m. 1885 regnat 1842–1858 |  |  |                                              |                                              |                                              |                                              |                                              |                                              |  |  |                                                 |                                                 |                                                 |                                                 |                                                 |                                                 |  |  |                                                                            |                                                                            |                                                                            |                                                                            |                                                                            |                                                                            |  |  |                           |                           |                           |                           |                           |                           |  |  |               |               |               |               |               |               |  |  |               |               |               |               |               |               |  |  |  |  |  |  |  |  |  |  |  |  |  |  |  |  |  |  |  |  |  |  |  |  |  |  |
| Alexis n. 1801 – m. 1830                     | Alexis n. 1801 – m. 1830 | Alexis n. 1801 – m. 1830 | Alexis n. 1801 – m. 1830 | Alexis n. 1801 – m. 1830 | Alexis n. 1801 – m. 1830 |  |  |                           |                           |                           |                           |                           |                           |  |  |                         |                         |                         |                         |                         |                         |  |  | Alexandre Karađorđević n. 1806 – m. 1885 regnat 1842–1858 | Alexandre Karađorđević n. 1806 – m. 1885 regnat 1842–1858 | Alexandre Karađorđević n. 1806 – m. 1885 regnat 1842–1858 | Alexandre Karađorđević n. 1806 – m. 1885 regnat 1842–1858 | Alexandre Karađorđević n. 1806 – m. 1885 regnat 1842–1858 | Alexandre Karađorđević n. 1806 – m. 1885 regnat 1842–1858 |  |  |                                              |                                              |                                              |                                              |                                              |                                              |  |  |                                                 |                                                 |                                                 |                                                 |                                                 |                                                 |  |  |                                                                            |                                                                            |                                                                            |                                                                            |                                                                            |                                                                            |  |  |                           |                           |                           |                           |                           |                           |  |  |               |               |               |               |               |               |  |  |               |               |               |               |               |               |  |  |  |  |  |  |  |  |  |  |  |  |  |  |  |  |  |  |  |  |  |  |  |  |  |  |
|                                              |                          |                          |                          |                          |                          |  |  |                           |                           |                           |                           |                           |                           |  |  |                         |                         |                         |                         |                         |                         |  |  |                                                           |                                                           |                                                           |                                                           |                                                           |                                                           |  |  |                                              |                                              |                                              |                                              |                                              |                                              |  |  |                                                 |                                                 |                                                 |                                                 |                                                 |                                                 |  |  |                                                                            |                                                                            |                                                                            |                                                                            |                                                                            |                                                                            |  |  |                           |                           |                           |                           |                           |                           |  |  |               |               |               |               |               |               |  |  |               |               |               |               |               |               |  |  |  |  |  |  |  |  |  |  |  |  |  |  |  |  |  |  |  |  |  |  |  |  |  |  |
| George n. 1827 – m. 1884                     | George n. 1827 – m. 1884 | George n. 1827 – m. 1884 | George n. 1827 – m. 1884 | George n. 1827 – m. 1884 | George n. 1827 – m. 1884 |  |  |                           |                           |                           |                           |                           |                           |  |  |                         |                         |                         |                         |                         |                         |  |  | Pere I n. 1844 – m. 1921 regnat 1903–1921                 | Pere I n. 1844 – m. 1921 regnat 1903–1921                 | Pere I n. 1844 – m. 1921 regnat 1903–1921                 | Pere I n. 1844 – m. 1921 regnat 1903–1921                 | Pere I n. 1844 – m. 1921 regnat 1903–1921                 | Pere I n. 1844 – m. 1921 regnat 1903–1921                 |  |  |                                              |                                              |                                              |                                              |                                              |                                              |  |  |                                                 |                                                 |                                                 |                                                 |                                                 |                                                 |  |  | Arsen n. 1859 – m. 1938                                                    | Arsen n. 1859 – m. 1938                                                    | Arsen n. 1859 – m. 1938                                                    | Arsen n. 1859 – m. 1938                                                    | Arsen n. 1859 – m. 1938                                                    | Arsen n. 1859 – m. 1938                                                    |  |  |                           |                           |                           |                           |                           |                           |  |  |               |               |               |               |               |               |  |  |               |               |               |               |               |               |  |  |  |  |  |  |  |  |  |  |  |  |  |  |  |  |  |  |  |  |  |  |  |  |  |  |
| George n. 1827 – m. 1884                     | George n. 1827 – m. 1884 | George n. 1827 – m. 1884 | George n. 1827 – m. 1884 | George n. 1827 – m. 1884 | George n. 1827 – m. 1884 |  |  |                           |                           |                           |                           |                           |                           |  |  |                         |                         |                         |                         |                         |                         |  |  | Pere I n. 1844 – m. 1921 regnat 1903–1921                 | Pere I n. 1844 – m. 1921 regnat 1903–1921                 | Pere I n. 1844 – m. 1921 regnat 1903–1921                 | Pere I n. 1844 – m. 1921 regnat 1903–1921                 | Pere I n. 1844 – m. 1921 regnat 1903–1921                 | Pere I n. 1844 – m. 1921 regnat 1903–1921                 |  |  |                                              |                                              |                                              |                                              |                                              |                                              |  |  |                                                 |                                                 |                                                 |                                                 |                                                 |                                                 |  |  | Arsen n. 1859 – m. 1938                                                    | Arsen n. 1859 – m. 1938                                                    | Arsen n. 1859 – m. 1938                                                    | Arsen n. 1859 – m. 1938                                                    | Arsen n. 1859 – m. 1938                                                    | Arsen n. 1859 – m. 1938                                                    |  |  |                           |                           |                           |                           |                           |                           |  |  |               |               |               |               |               |               |  |  |               |               |               |               |               |               |  |  |  |  |  |  |  |  |  |  |  |  |  |  |  |  |  |  |  |  |  |  |  |  |  |  |
|                                              |                          |                          |                          |                          |                          |  |  |                           |                           |                           |                           |                           |                           |  |  |                         |                         |                         |                         |                         |                         |  |  |                                                           |                                                           |                                                           |                                                           |                                                           |                                                           |  |  |                                              |                                              |                                              |                                              |                                              |                                              |  |  |                                                 |                                                 |                                                 |                                                 |                                                 |                                                 |  |  |                                                                            |                                                                            |                                                                            |                                                                            |                                                                            |                                                                            |  |  |                           |                           |                           |                           |                           |                           |  |  |               |               |               |               |               |               |  |  |               |               |               |               |               |               |  |  |  |  |  |  |  |  |  |  |  |  |  |  |  |  |  |  |  |  |  |  |  |  |  |  |
| Alexis n. 1859 – m. 1920                     | Alexis n. 1859 – m. 1920 | Alexis n. 1859 – m. 1920 | Alexis n. 1859 – m. 1920 | Alexis n. 1859 – m. 1920 | Alexis n. 1859 – m. 1920 |  |  | Bojidar n. 1862 – m. 1908 | Bojidar n. 1862 – m. 1908 | Bojidar n. 1862 – m. 1908 | Bojidar n. 1862 – m. 1908 | Bojidar n. 1862 – m. 1908 | Bojidar n. 1862 – m. 1908 |  |  | Jordi n. 1887 – m. 1972 | Jordi n. 1887 – m. 1972 | Jordi n. 1887 – m. 1972 | Jordi n. 1887 – m. 1972 | Jordi n. 1887 – m. 1972 | Jordi n. 1887 – m. 1972 |  |  | Alexandre I n. 1888 – m. 1934 regnat 1921–1934            | Alexandre I n. 1888 – m. 1934 regnat 1921–1934            | Alexandre I n. 1888 – m. 1934 regnat 1921–1934            | Alexandre I n. 1888 – m. 1934 regnat 1921–1934            | Alexandre I n. 1888 – m. 1934 regnat 1921–1934            | Alexandre I n. 1888 – m. 1934 regnat 1921–1934            |  |  |                                              |                                              |                                              |                                              |                                              |                                              |  |  |                                                 |                                                 |                                                 |                                                 |                                                 |                                                 |  |  | Pau Karađorđević n. 1893 – m. 1976 govern 1934–1941 (com a príncep regent) | Pau Karađorđević n. 1893 – m. 1976 govern 1934–1941 (com a príncep regent) | Pau Karađorđević n. 1893 – m. 1976 govern 1934–1941 (com a príncep regent) | Pau Karađorđević n. 1893 – m. 1976 govern 1934–1941 (com a príncep regent) | Pau Karađorđević n. 1893 – m. 1976 govern 1934–1941 (com a príncep regent) | Pau Karađorđević n. 1893 – m. 1976 govern 1934–1941 (com a príncep regent) |  |  |                           |                           |                           |                           |                           |                           |  |  |               |               |               |               |               |               |  |  |               |               |               |               |               |               |  |  |  |  |  |  |  |  |  |  |  |  |  |  |  |  |  |  |  |  |  |  |  |  |  |  |
| Alexis n. 1859 – m. 1920                     | Alexis n. 1859 – m. 1920 | Alexis n. 1859 – m. 1920 | Alexis n. 1859 – m. 1920 | Alexis n. 1859 – m. 1920 | Alexis n. 1859 – m. 1920 |  |  | Bojidar n. 1862 – m. 1908 | Bojidar n. 1862 – m. 1908 | Bojidar n. 1862 – m. 1908 | Bojidar n. 1862 – m. 1908 | Bojidar n. 1862 – m. 1908 | Bojidar n. 1862 – m. 1908 |  |  | Jordi n. 1887 – m. 1972 | Jordi n. 1887 – m. 1972 | Jordi n. 1887 – m. 1972 | Jordi n. 1887 – m. 1972 | Jordi n. 1887 – m. 1972 | Jordi n. 1887 – m. 1972 |  |  | Alexandre I n. 1888 – m. 1934 regnat 1921–1934            | Alexandre I n. 1888 – m. 1934 regnat 1921–1934            | Alexandre I n. 1888 – m. 1934 regnat 1921–1934            | Alexandre I n. 1888 – m. 1934 regnat 1921–1934            | Alexandre I n. 1888 – m. 1934 regnat 1921–1934            | Alexandre I n. 1888 – m. 1934 regnat 1921–1934            |  |  |                                              |                                              |                                              |                                              |                                              |                                              |  |  |                                                 |                                                 |                                                 |                                                 |                                                 |                                                 |  |  | Pau Karađorđević n. 1893 – m. 1976 govern 1934–1941 (com a príncep regent) | Pau Karađorđević n. 1893 – m. 1976 govern 1934–1941 (com a príncep regent) | Pau Karađorđević n. 1893 – m. 1976 govern 1934–1941 (com a príncep regent) | Pau Karađorđević n. 1893 – m. 1976 govern 1934–1941 (com a príncep regent) | Pau Karađorđević n. 1893 – m. 1976 govern 1934–1941 (com a príncep regent) | Pau Karađorđević n. 1893 – m. 1976 govern 1934–1941 (com a príncep regent) |  |  |                           |                           |                           |                           |                           |                           |  |  |               |               |               |               |               |               |  |  |               |               |               |               |               |               |  |  |  |  |  |  |  |  |  |  |  |  |  |  |  |  |  |  |  |  |  |  |  |  |  |  |
|                                              |                          |                          |                          |                          |                          |  |  |                           |                           |                           |                           |                           |                           |  |  |                         |                         |                         |                         |                         |                         |  |  |                                                           |                                                           |                                                           |                                                           |                                                           |                                                           |  |  |                                              |                                              |                                              |                                              |                                              |                                              |  |  |                                                 |                                                 |                                                 |                                                 |                                                 |                                                 |  |  |                                                                            |                                                                            |                                                                            |                                                                            |                                                                            |                                                                            |  |  |                           |                           |                           |                           |                           |                           |  |  |               |               |               |               |               |               |  |  |               |               |               |               |               |               |  |  |  |  |  |  |  |  |  |  |  |  |  |  |  |  |  |  |  |  |  |  |  |  |  |  |
|                                              |                          |                          |                          |                          |                          |  |  |                           |                           |                           |                           |                           |                           |  |  |                         |                         |                         |                         |                         |                         |  |  | Pere II n. 1923 – m. 1970 regnat 1934–1945                | Pere II n. 1923 – m. 1970 regnat 1934–1945                | Pere II n. 1923 – m. 1970 regnat 1934–1945                | Pere II n. 1923 – m. 1970 regnat 1934–1945                | Pere II n. 1923 – m. 1970 regnat 1934–1945                | Pere II n. 1923 – m. 1970 regnat 1934–1945                |  |  | Tomislav n. 1928 – m. 2000                   | Tomislav n. 1928 – m. 2000                   | Tomislav n. 1928 – m. 2000                   | Tomislav n. 1928 – m. 2000                   | Tomislav n. 1928 – m. 2000                   | Tomislav n. 1928 – m. 2000                   |  |  | Andreu n. 1929 – m. 1990                        | Andreu n. 1929 – m. 1990                        | Andreu n. 1929 – m. 1990                        | Andreu n. 1929 – m. 1990                        | Andreu n. 1929 – m. 1990                        | Andreu n. 1929 – m. 1990                        |  |  | Alexandre n. 1924 – m. 2016                                                | Alexandre n. 1924 – m. 2016                                                | Alexandre n. 1924 – m. 2016                                                | Alexandre n. 1924 – m. 2016                                                | Alexandre n. 1924 – m. 2016                                                | Alexandre n. 1924 – m. 2016                                                |  |  | Nicolau n. 1928 – m. 1954 | Nicolau n. 1928 – m. 1954 | Nicolau n. 1928 – m. 1954 | Nicolau n. 1928 – m. 1954 | Nicolau n. 1928 – m. 1954 | Nicolau n. 1928 – m. 1954 |  |  |               |               |               |               |               |               |  |  |               |               |               |               |               |               |  |  |  |  |  |  |  |  |  |  |  |  |  |  |  |  |  |  |  |  |  |  |  |  |  |  |
|                                              |                          |                          |                          |                          |                          |  |  |                           |                           |                           |                           |                           |                           |  |  |                         |                         |                         |                         |                         |                         |  |  | Pere II n. 1923 – m. 1970 regnat 1934–1945                | Pere II n. 1923 – m. 1970 regnat 1934–1945                | Pere II n. 1923 – m. 1970 regnat 1934–1945                | Pere II n. 1923 – m. 1970 regnat 1934–1945                | Pere II n. 1923 – m. 1970 regnat 1934–1945                | Pere II n. 1923 – m. 1970 regnat 1934–1945                |  |  | Tomislav n. 1928 – m. 2000                   | Tomislav n. 1928 – m. 2000                   | Tomislav n. 1928 – m. 2000                   | Tomislav n. 1928 – m. 2000                   | Tomislav n. 1928 – m. 2000                   | Tomislav n. 1928 – m. 2000                   |  |  | Andreu n. 1929 – m. 1990                        | Andreu n. 1929 – m. 1990                        | Andreu n. 1929 – m. 1990                        | Andreu n. 1929 – m. 1990                        | Andreu n. 1929 – m. 1990                        | Andreu n. 1929 – m. 1990                        |  |  | Alexandre n. 1924 – m. 2016                                                | Alexandre n. 1924 – m. 2016                                                | Alexandre n. 1924 – m. 2016                                                | Alexandre n. 1924 – m. 2016                                                | Alexandre n. 1924 – m. 2016                                                | Alexandre n. 1924 – m. 2016                                                |  |  | Nicolau n. 1928 – m. 1954 | Nicolau n. 1928 – m. 1954 | Nicolau n. 1928 – m. 1954 | Nicolau n. 1928 – m. 1954 | Nicolau n. 1928 – m. 1954 | Nicolau n. 1928 – m. 1954 |  |  |               |               |               |               |               |               |  |  |               |               |               |               |               |               |  |  |  |  |  |  |  |  |  |  |  |  |  |  |  |  |  |  |  |  |  |  |  |  |  |  |
|                                              |                          |                          |                          |                          |                          |  |  |                           |                           |                           |                           |                           |                           |  |  |                         |                         |                         |                         |                         |                         |  |  |                                                           |                                                           |                                                           |                                                           |                                                           |                                                           |  |  |                                              |                                              |                                              |                                              |                                              |                                              |  |  |                                                 |                                                 |                                                 |                                                 |                                                 |                                                 |  |  |                                                                            |                                                                            |                                                                            |                                                                            |                                                                            |                                                                            |  |  |                           |                           |                           |                           |                           |                           |  |  |               |               |               |               |               |               |  |  |               |               |               |               |               |               |  |  |  |  |  |  |  |  |  |  |  |  |  |  |  |  |  |  |  |  |  |  |  |  |  |  |
|                                              |                          |                          |                          |                          |                          |  |  |                           |                           |                           |                           |                           |                           |  |  |                         |                         |                         |                         |                         |                         |  |  | Alexandre Karađorđević n. 1945                            | Alexandre Karađorđević n. 1945                            | Alexandre Karađorđević n. 1945                            | Alexandre Karađorđević n. 1945                            | Alexandre Karađorđević n. 1945                            | Alexandre Karađorđević n. 1945                            |  |  | Nicolau n. 1958 Jordi n. 1984 Miquel n. 1985 | Nicolau n. 1958 Jordi n. 1984 Miquel n. 1985 | Nicolau n. 1958 Jordi n. 1984 Miquel n. 1985 | Nicolau n. 1958 Jordi n. 1984 Miquel n. 1985 | Nicolau n. 1958 Jordi n. 1984 Miquel n. 1985 | Nicolau n. 1958 Jordi n. 1984 Miquel n. 1985 |  |  | Carles Vladimir n. 1964 Dimitri Mihailo n. 1965 | Carles Vladimir n. 1964 Dimitri Mihailo n. 1965 | Carles Vladimir n. 1964 Dimitri Mihailo n. 1965 | Carles Vladimir n. 1964 Dimitri Mihailo n. 1965 | Carles Vladimir n. 1964 Dimitri Mihailo n. 1965 | Carles Vladimir n. 1964 Dimitri Mihailo n. 1965 |  |  | Dimitri n. 1958                                                            | Dimitri n. 1958                                                            | Dimitri n. 1958                                                            | Dimitri n. 1958                                                            | Dimitri n. 1958                                                            | Dimitri n. 1958                                                            |  |  | Miquel n. 1958            | Miquel n. 1958            | Miquel n. 1958            | Miquel n. 1958            | Miquel n. 1958            | Miquel n. 1958            |  |  | Sergi n. 1963 | Sergi n. 1963 | Sergi n. 1963 | Sergi n. 1963 | Sergi n. 1963 | Sergi n. 1963 |  |  | Dušan n. 1977 | Dušan n. 1977 | Dušan n. 1977 | Dušan n. 1977 | Dušan n. 1977 | Dušan n. 1977 |  |  |  |  |  |  |  |  |  |  |  |  |  |  |  |  |  |  |  |  |  |  |  |  |  |  |
|                                              |                          |                          |                          |                          |                          |  |  |                           |                           |                           |                           |                           |                           |  |  |                         |                         |                         |                         |                         |                         |  |  | Alexandre Karađorđević n. 1945                            | Alexandre Karađorđević n. 1945                            | Alexandre Karađorđević n. 1945                            | Alexandre Karađorđević n. 1945                            | Alexandre Karađorđević n. 1945                            | Alexandre Karađorđević n. 1945                            |  |  | Nicolau n. 1958 Jordi n. 1984 Miquel n. 1985 | Nicolau n. 1958 Jordi n. 1984 Miquel n. 1985 | Nicolau n. 1958 Jordi n. 1984 Miquel n. 1985 | Nicolau n. 1958 Jordi n. 1984 Miquel n. 1985 | Nicolau n. 1958 Jordi n. 1984 Miquel n. 1985 | Nicolau n. 1958 Jordi n. 1984 Miquel n. 1985 |  |  | Carles Vladimir n. 1964 Dimitri Mihailo n. 1965 | Carles Vladimir n. 1964 Dimitri Mihailo n. 1965 | Carles Vladimir n. 1964 Dimitri Mihailo n. 1965 | Carles Vladimir n. 1964 Dimitri Mihailo n. 1965 | Carles Vladimir n. 1964 Dimitri Mihailo n. 1965 | Carles Vladimir n. 1964 Dimitri Mihailo n. 1965 |  |  | Dimitri n. 1958                                                            | Dimitri n. 1958                                                            | Dimitri n. 1958                                                            | Dimitri n. 1958                                                            | Dimitri n. 1958                                                            | Dimitri n. 1958                                                            |  |  | Miquel n. 1958            | Miquel n. 1958            | Miquel n. 1958            | Miquel n. 1958            | Miquel n. 1958            | Miquel n. 1958            |  |  | Sergi n. 1963 | Sergi n. 1963 | Sergi n. 1963 | Sergi n. 1963 | Sergi n. 1963 | Sergi n. 1963 |  |  | Dušan n. 1977 | Dušan n. 1977 | Dušan n. 1977 | Dušan n. 1977 | Dušan n. 1977 | Dušan n. 1977 |  |  |  |  |  |  |  |  |  |  |  |  |  |  |  |  |  |  |  |  |  |  |  |  |  |  |
|                                              |                          |                          |                          |                          |                          |  |  |                           |                           |                           |                           |                           |                           |  |  |                         |                         |                         |                         |                         |                         |  |  |                                                           |                                                           |                                                           |                                                           |                                                           |                                                           |  |  |                                              |                                              |                                              |                                              |                                              |                                              |  |  |                                                 |                                                 |                                                 |                                                 |                                                 |                                                 |  |  |                                                                            |                                                                            |                                                                            |                                                                            |                                                                            |                                                                            |  |  |                           |                           |                           |                           |                           |                           |  |  |               |               |               |               |               |               |  |  |               |               |               |               |               |               |  |  |  |  |  |  |  |  |  |  |  |  |  |  |  |  |  |  |  |  |  |  |  |  |  |  |
|                                              |                          |                          |                          |                          |                          |  |  |                           |                           |                           |                           |                           |                           |  |  |                         |                         |                         |                         |                         |                         |  |  | Pere n. 1980                                              | Pere n. 1980                                              | Pere n. 1980                                              | Pere n. 1980                                              | Pere n. 1980                                              | Pere n. 1980                                              |  |  | Felip n. 1982                                | Felip n. 1982                                | Felip n. 1982                                | Felip n. 1982                                | Felip n. 1982                                | Felip n. 1982                                |  |  | Alexandre n. 1982                               | Alexandre n. 1982                               | Alexandre n. 1982                               | Alexandre n. 1982                               | Alexandre n. 1982                               | Alexandre n. 1982                               |  |  |                                                                            |                                                                            |                                                                            |                                                                            |                                                                            |                                                                            |  |  |                           |                           |                           |                           |                           |                           |  |  |               |               |               |               |               |               |  |  |               |               |               |               |               |               |  |  |  |  |  |  |  |  |  |  |  |  |  |  |  |  |  |  |  |  |  |  |  |  |  |  |
|                                              |                          |                          |                          |                          |                          |  |  |                           |                           |                           |                           |                           |                           |  |  |                         |                         |                         |                         |                         |                         |  |  | Pere n. 1980                                              | Pere n. 1980                                              | Pere n. 1980                                              | Pere n. 1980                                              | Pere n. 1980                                              | Pere n. 1980                                              |  |  | Felip n. 1982                                | Felip n. 1982                                | Felip n. 1982                                | Felip n. 1982                                | Felip n. 1982                                | Felip n. 1982                                |  |  | Alexandre n. 1982                               | Alexandre n. 1982                               | Alexandre n. 1982                               | Alexandre n. 1982                               | Alexandre n. 1982                               | Alexandre n. 1982                               |  |  |                                                                            |                                                                            |                                                                            |                                                                            |                                                                            |                                                                            |  |  |                           |                           |                           |                           |                           |                           |  |  |               |               |               |               |               |               |  |  |               |               |               |               |               |               |  |  |  |  |  |  |  |  |  |  |  |  |  |  |  |  |  |  |  |  |  |  |  |  |  |  |
|                                              |                          |                          |                          |                          |                          |  |  |                           |                           |                           |                           |                           |                           |  |  |                         |                         |                         |                         |                         |                         |  |  |                                                           |                                                           |                                                           |                                                           |                                                           |                                                           |  |  | Stefan n. 2018                               |                                              |                                              |                                              |                                              |                                              |  |  |                                                 |                                                 |                                                 |                                                 |                                                 |                                                 |  |  |                                                                            |                                                                            |                                                                            |                                                                            |                                                                            |                                                                            |  |  |                           |                           |                           |                           |                           |                           |  |  |               |               |               |               |               |               |  |  |               |               |               |               |               |               |  |  |  |  |  |  |  |  |  |  |  |  |  |  |  |  |  |  |  |  |  |  |  |  |  |  |